# قزمان الثالث (بابا الإسكندرية)
قزمان الثالث أو قسما الثالث، بابا الإسكندرية وبطريرك الكرازة المرقسية للأقباط الأرثوذكس رقم 58. وأقام بطريركاً لمدة 12 عاماً بالضبط، في الفترة من 28 فبراير 920 حتى 27 فبراير 932 م، وتوفي. وخلا الكرسي بعده لمدة شهراً واحداً.